# الکساندر ایلی
الکساندر ایلی (استونیایی: Aleksander Illi; ۲۲ دسامبر ۱۹۱۲ – ۲۵ ژانویهٔ ۲۰۰۰) بازیکن بسکتبال اهل استونی بود.
وی به‌همراه تیم ملی بسکتبال استونی در بازی‌های المپیک تابستانی ۱۹۳۶ شرکت کرده‌است.